# Poanson
Poansonul este o unealtă (sculă), de obicei metalică, care se prezintă ca o tijă sau bară de formă cilindrică sau prismatică, uneori cu vârful (capul activ) conic sau de trunchi de piramidă, care servește la perforare, imprimare sau marcare (ștampilare). Poansonele de perforare și cele de imprimare pe materiale tari se confecționează din oțeluri dure și au muchii tăietoare și forme foarte precise de tăiere. În cazul poansoanelor de imprimare și marcare, vârfurile sunt profilate sau gravate conform inscripției, emblemei, medaliei, simbolului, ștampilei sau caracterului alfanumeric corespunzător ce se dorește a fi imprimat.

## Clasificare

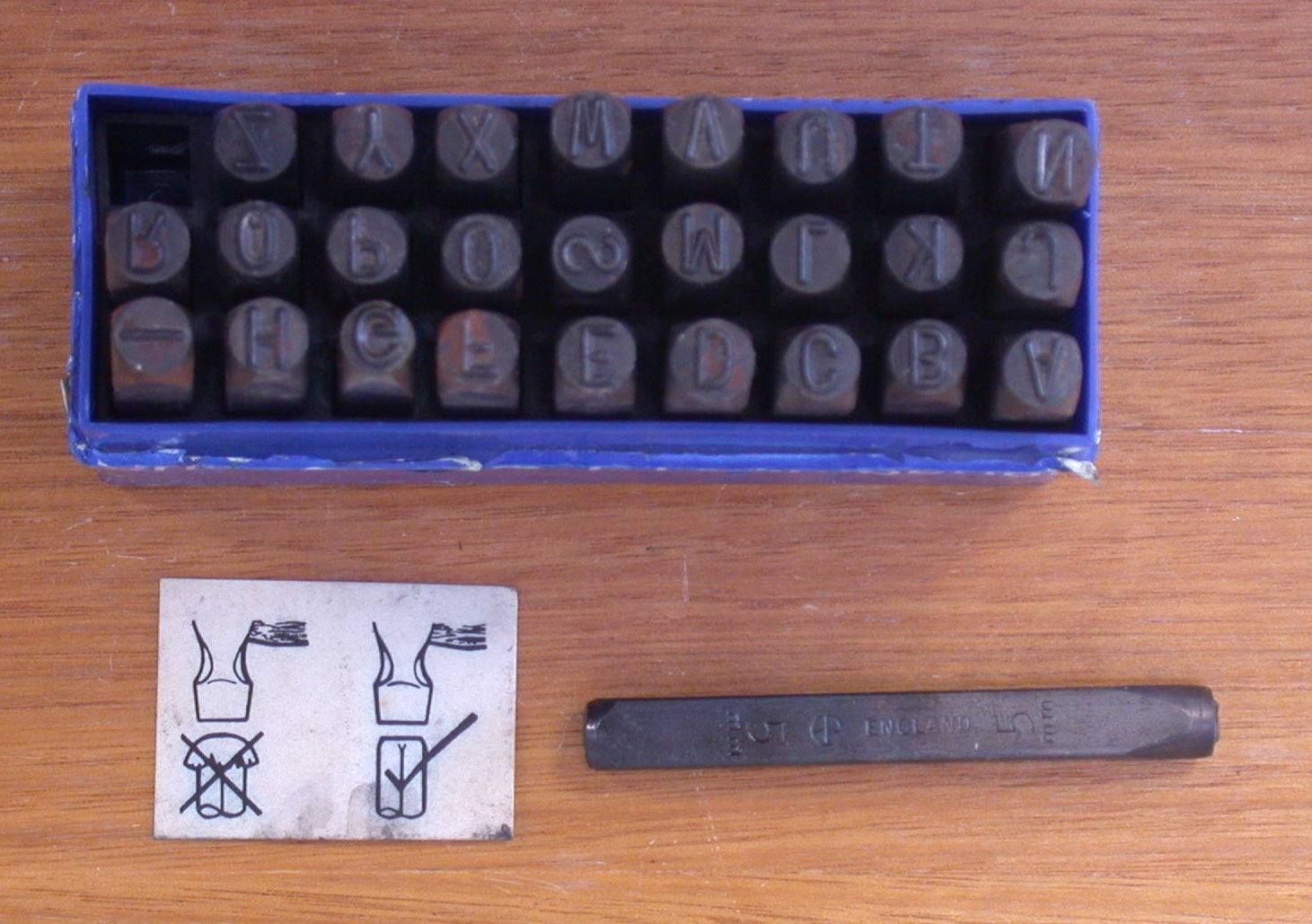
Poanson metalic pentru ștampilare

În funcție de domeniul și întrebuințarea dată poansonele pot fi:  
- poansoane metalice de perforare simplă (găurire), decupare sau ștanțare de tablă, carton, hârtie, material plastic, cauciuc, textile;
- poansoane metalice de perforare și matrițare de tablă, material plastic, carton imprimabil;
- poansoane metalice de imprimare (ștampilare) sau matrițare pe tablă, carton presabil, materiale plastice deformabile;
- poansoane de ștampilare pe materiale textile, carton, hârtie;
- poansoane de gravură;
- poansoane pentru bătut (imprimat) monede;
- poansoane de broderie, pentru brodat găuri rotunde